# Медуми
Ме́думи (латыш. Medumi; ранее рус. Меддум, латыш. Medums) — посёлок в Медумской волости в Аугшдаугавском крае Латвии, на берегу Медумского озера, находится в 16 км от Даугавпилса на шоссе Даугавпилс — Зарасай (Литва), государственной дороге A13 и европейском маршруте E 262. Население — 570 человек (2015). Посёлок расположен у природного парка «Медумский озёрный край» (Медуму эзерайне, латыш. Medumu ezeraine).

## История
Первое упоминание в документах 1701 год, в 2001 году отмечали 300-летие населённого пункта. До революции 1917 года известное курортное место; так, в 1905 году здесь скрывался от полиции Корней Чуковский. Во время Первой мировой войны (1914—1918) у Медуми шли ожесточённые бои на подступах к Двинску, осенью 1915 года, в окрестностях посёлка проходила линия русско-германского фронта 1915—1918 годов. В 2000 году в 85 годовщину обороны Двинска осенью 1915 года (сентябрь—октябрь) установлен и открыт 29 октября памятный Крест с мемориальной табличкой на обочине шоссе на линии фронта в память солдат и офицеров Русской императорской армии защищавших Двинск осенью 1915 года.
31 октября 2020 года состоялось возложение цветов от общественности, с участием Генерального консула РФ в Даугавпилсе Е. И. Колесникова в 105 годовщину обороны Двинска осенью 1915 года и 20-летие открытия Памятного креста в 2000 году 29 октября
28 ноября 2020 прошло освящение нового креста в замен обветшавшего, новый крест установили накануне 24 ноября, православный священник и старого обряда наставник, присутствовал Генконсул РФ в Даугавпилсе Е. И. Колесников.
В советское время населённый пункт был центром Медумского сельсовета Даугавпилсского района. В селе располагался совхоз «Медуми».
В посёлке располагается волостной совет, имеется средняя школа, специальная школа, старый парк имения, старое кладбище.
В посёлке также расположена моленная Медумской старообрядческой общины, католический костел.

## Музей Первой мировой
Открыт 1 марта 2023 года, в рамках приграничного проекта Латвии и Литвы/Турмантас-Медуми о линии фронта Великой войны (осень 1915- февраль 1918). Музей и экскурсовод Меропия Петкуне были номинированы на награды Премии туристического конкурса 2023 года
20 декабря 2023 открылась выставка "Рождество в окопах" на линии фронта
1 марта 2025 музей отметил второй год существования.

## Известные уроженцы
- Азаревич, Виталий — директор средней школы № 3 в Даугавпилсе, председатель Даугавпилсской городской партии, депутат и заместитель председателя городской думы Даугавпилса;
- Гудзук, Станислав (1925—2001) — директор Рижского молодёжного театра;
- Канале, Вероника (1923—2011) — историк, доцент Латвийского университета, факультета истории и философии, автор учебных пособий по истории Латвийской ССР.
- Семенова Ульяна — латвийская баскетболистка;
- Стиканс, Янис — историк, краевед, директор Медумской средней школы;

## Известные жители
- Аузанс, Андрей (1871-1953) — генерал трех армий РИ, РСФСР, Латвии проживал в Медуми после выхода в отставку, переехал из Риги, 1933-1944[8], построил местную школу о чем говорит мемориальная доска на здании.

## Известные люди, посетившие Медуми
- Чуковский, Корней Иванович, в 1905 году скрывался от полиции;
- Отто фон Бисмарк, приезжал поохотиться в окрестных лесах.[9]
- Визель, Эмиль Оскарович, художник, действительный член Императорской Академии художеств. Семья Визелей владела дачей на берегу Меддумского озера.[10]